# كليلة (برشلونة)

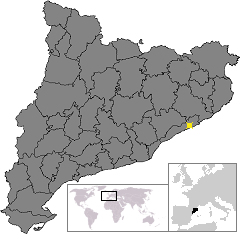

بلدية كليلة (بالكاتالانية: Calella) هي مدينة ساحلية تقع في منطقة Maresme ومقاطعة برشلونة (كاتالونيا). ويبلغ عدد سكانها 18615 نسمة من (المعهد الوطني للإحصاء 2008)، وتبلغ مساحتها 7.90 كيلومتر مربع. تقع كليلة على بعد 56 كم من برشلونة و 25 كيلومترا من ماتارو (عاصمة الإقليم). وكما هو معروف من قبل باسم كليلة دي لا كوستا (Calella de la Costa) لتمييزه من بلدة كليلة دي بالافروجيلي (Calella de Palafrugell).
في عام 1970 وحتى منتصف عام 1990، وكانت وجهة سياحية رئيسية للسياحة المركزي الأوروبي (الألمانية والهولندية والدنماركية والإنجليزية والفرنسية)، ويجري المعروفة باسم كليلة الألمان (Calella dels Alemanys)، حيث بلغ عدد سكانها ثلاثة أضعاف ذروة الموسم السياحي (الذي يتزامن مع نهاية فصل الربيع، الصيف ومطلع الخريف). وسعت الآن على نطاق السياحية القادمة للترحيب بالزوار من كل بلد تقريبا في أوروبا.
الأماكن الأخرى ذات الاهتمام هي:
- المنارة، الذي بني في عام 1859.
- والأبراج البالغة العمر أبراج التلغراف، وذلك الأسلوب من الأعلام والمجاذيف الخشبية، وتقع بالقرب من المنارة.
- ودالماو الحديقة، مع دبابيس
- ومتنزه مانويل.
- إن مواقف الكنيسة وكاتالونيا .
- والأرشيف المتحف، عن تاريخ Calella، مع غرف مخصصة لصناعة الغزل والنسيج، واحدة في باري الصيدلية القديمة ومعرض فني مخصص لويس غارسيا أنا Gallart.
- المكتبة، التي تقع في المنزل السابق للوس انجليس لسلفادور بلازا دي.

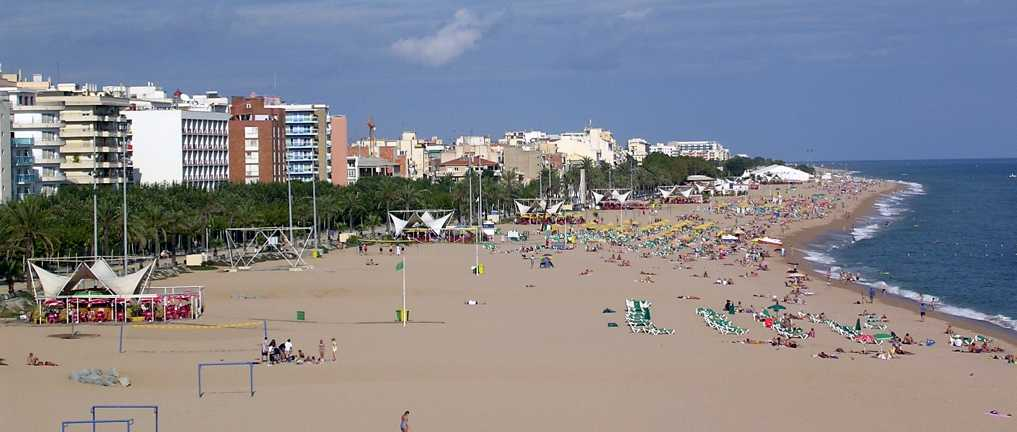

## أعلام
- جوزيب ماريا مارجال
- فرنسيسكو فروتوس